# Grad Dranek

Grad Dranek tudi grad Tranek  (nemško Turm Tra, turn Treun, Haus Trennegkh, Traineckh) so v drugi četrtini 12. stoletja pozidali deželno- knežji ministeriali vitezi Draneški ali Treunski, kot njihov rodbinski sedež. Stolpast gradič je stal nad naseljem Videm nad levim bregom Dravinje na vzpetini imenovani  Gradišče, kjer so se ohranili le še temelji gradu. Gradič so porušili Turki leta 1532, nakar ga niso več obnovili. 

## Zgodovina
Ozemlje Haloz, južno od reke Dravinje, so posedovali takratni »haloški« gospodje – Draneški ali Davinjski gospodje. Na posesti so zgradili v svojem imenu ali za deželnega kneza več manjših gradov in sicer Dranek ob Dravinji na Dravinjskem vrhu, Pabštajn na Gorci, Lehnik (Lichtenegg) ob rečici Rogatnici, Gojkova in Rogatnico blizu Žetal. Prva znana viteza Draneška sta bila Vošalk in Vito, ki ju najdemo zabeležena leta 1147 v spremstvu grofa Bernarda I. Spanheimskega. Kot spanheimski ministeriali grofa Bernarda so mu bili zvesti do smrti v drugi križarski vojni. Grof Bernard jih je v svoji zapuščini zapustil štajerskim mejnim grofom, tako da jih v drugi polovici 12. stoletja najdemo med traungauskimi ministeriali. Draneški vitezi so ustanovili stranske veje na Pabštajnu, Rogatnici, Dravinjeku in Majdburgu.
Draneški vitezi so poleg rodbinskega gradu imeli tudi bližnji Majšperk, Vojnik in Miltenberg v Posavinju, v Avstriji pa še grad Stickelberg. Vrhunec so Draneški dosegli v prvi polovici 13. stoletja do ogrske zasedbe Štajerske. Leta 1255 je ogrski kralj Béla IV. grad Dranek odvzel Draneškim vitezom in ga s fevdnim pismom podelil v najem Frideriku IV. Ptujskemu. Navedeni sta gospostvi z gradom Borl in stolp Tra. Ta izraz v dokumentu, ki se je ohranil le v povzetku, označuje gradič Dranek.
Grad je stal nasproti salzburškega Vidma, vendar je spadal pod deželnega kneza, ker je nastal na osvojenem madžarskem ozemlju vsaj na začetku 12. stoletja. Leta 1258 naj bi se Draneški udeležili upora štajerskega plemstva proti tujim vojvodam, kar jih je stalo nekaj posesti. Njihova posest v Halozah se je razprostirala od Dravinje na severu do grebena Macelj na jugu. Draneški so svoj domači grad Dranek izgubili leta 1260, vendar pa so ga dobili nazaj in gospostvo posedovali do devetdesetih let 13. stoletja. Leta 1294 je namreč Bertold Draneški gospostvo in grad Dranek z vsem kar je zraven spadalo (podložniki, posesti, fevdi in gozdovi) prodal Frideriku VI. Ptujskemu. Originalna kupoprodajna listina ni ohranjena, ampak le skopi izvleček. Draneški vitezi so poleg gradu Dranek v Halozah imeli v lasti tudi nekaj manjših utrdb na območju gospostva.
Grad Dranek je ogrski kralj res podelil kot fevd Frideriku IV. Ptujskemu, vendar kot štajerski vojvoda, saj ogrski kralji gradu Dranek s pripadajočim gospostvom nikoli niso uvrščali med svoja državna ozemlja. Ob nakupu Draneka so Ptujski gospodje leta 1294 v svoj grb dodali narobe obrnjeno sidro. Zgodovinar Ivan Stopar omenja, da se grad ali dvor Dranek prvič omenja v delilni listini iz leta 1441 kot Treneckh. Takrat je posest kot dediščina po umrlem Frideriku IX. Ptujskem (umrl leta 1438) prešla v roke njegove sestre grofice Ane Schaunberške. Leta 1445 je štajerski deželni knez oddal v zakup opuščeni dvor Dranek in tri kmetije ödes Haus Trennegkh Gašperju Windischgrätzu. Po letu 1490 je grad pridobil Jakob Szekely.
Leta 1532 so Turki porušili grad in cerkev sv. Vida. Opuščeni dvor so pozneje očitno spet pozidali, kajti leta 1542 je Windischgrätzov nečak Krištof ob cenitvi premoženja podal navedbe o uničenem in razdejanem plemiškem prebivališču Traineckh.  V 17. stoletju se kot posestniki dvora omenjajo še Fürerji, Striebli, Mosconi in Dietrichsteini.